# Фернандес, Анхель (гандболист)
А́нхель Ферна́ндес Пе́рес (исп. Ángel Fernández Pérez; род. 16 сентября 1988, Кантабрия) — испанский гандболист, левый крайний клуба «Лимож» и сборной Испании. Лучший левый крайний чемпионата мира 2023 года.

## Карьера

### Клубная
Анхель Фернандес Перес начинал свою карьеру в 2006 году, в клубе «Тека Кантабрия». В 2008 году Анхель перешёл в клуб «Депортиво» (Торребалонмано), с которым вылетел во вторую лигу. В 2013 году Анхель Фернандес перешёл в «Натурхоусе Ла Риоха», в которой выступал три сезона. В сезоне 2015/16 Анхель Фернандес стал четвёртым в списке лучших бомбардиров по итогам чемпионата Испании.

## Статистика
| Сезон        | Клуб                | Лига        | Матчи | Голы | 7-метр | Голы |
| ------------ | ------------------- | ----------- | ----- | ---- | ------ | ---- |
| 2011/12      | Торрелавега         | Дивизион Б  | 29    | 150  |        |      |
| 2012/13      | Торрелавега         | Дивизион Б  | 22    | 118  |        |      |
| 2013/14      | Натурхоусе Ла Риоха | LIGA ASOBAL | 30    | 116  | 13     | 103  |
| 2014/15      | Натурхоусе Ла Риоха | LIGA ASOBAL | 30    | 111  | 6      | 105  |
| 2015/16      | Натурхоусе Ла Риоха | LIGA ASOBAL | 30    | 167  | 1      | 166  |
| 2018/19      | Виве Кельце Таурон  | Экстралига  | 31    | 124  |        |      |
| 2013–по н.в. | Итого               | LIGA ASOBAL | 90    | 394  | 20     | 374  |